# جون إف. بومان
جون إف. بومان هو سياسي أمريكي، ولد في 27 مايو 1880 في مقاطعة ويبير في الولايات المتحدة، وتوفي في 31 أغسطس 1960 في مدينة سولت ليك في الولايات المتحدة. نشط حزبياً في الحزب الجمهوري.